# William Butler Yeats
William Butler Yeats (13 tháng 6 năm 1865 - 28 tháng 1 năm 1939) là nhà thơ, nhà soạn kịch người Ireland đoạt giải Nobel Văn học năm 1923. Ông sinh ra giữa thời đại mà Ireland bắt đầu thức dậy một phong trào yêu nước, đỉnh cao là cuộc cách mạng giải phóng dân tộc 1919-1923. Thời đại này đã mang lại một xung lực cho sáng tác của ông.

## Tiểu sử
William Butler Yeats sinh ra trong một gia đình nghệ sĩ, bố là họa sĩ chân dung nổi tiếng John Butler Yeats, em trai Jack Butler Yeats cũng là một họa sĩ. Bản thân William Butler Yeats cũng từng học trường nghệ thuật và có ý định sẽ sống bằng nghề hội họa nhưng thơ ca đã xâm chiếm tâm hồn ông ngay từ những thành công đầu tiên. Năm 1868 cả gia đình chuyển đến London, năm 1880 trở về Dublin và năm 1887 quay lại London. Tại đây ông bắt đầu in những bài thơ và kịch đầu tiên trên các báo và tạp chí. Năm 1889 ông xuất bản cuốn sách đầu tiên The Wandering of Oisin and Other Poems (Những cuộc viễn du của Oisin và các bài thơ khác) và bài trường ca The Wandering of Oisin – tác phẩm chính của tập sách này dựa theo mô-típ dân gian của Ireland.

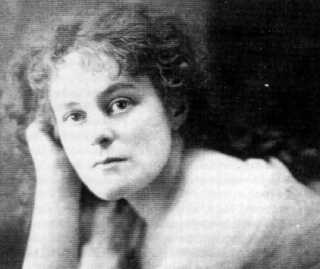
Nữ nghệ sĩ Maud Gonne

Cũng trong thời gian này Yeats gặp gỡ và làm quen với nữ nghệ sĩ Maud Gone – một trong những người của phong trào giải phóng dân tộc Ireland, tham gia tích cực vào phong trào "Phục hưng Ireland". (Mục đích của phong trào này là phục hồi tiếng Gaeilge, tìm hiểu văn hóa và lịch sử Ireland, sáng tác những tác phẩm dựa trên những truyền thuyết, huyền thoại của Ireland, thành lập nhà hát dân tộc.) Năm 1904 Yeats cùng với một số bạn bè thành lập Nhà hát Abbey và liên tục làm việc tại nhà hát này đến khi chết.
Sau năm 1910, các vở kịch nghệ thuật của Yeats chuyển hướng đột ngột sang viết bằng thơ, phong cách bí ẩn, có nhiều khoảng trống. Những vở kịch sau đó (ông viết cho số ít khán giả chọn lọc) là những thử nghiệm với vũ điệu, âm nhạc và chịu ảnh hưởng sâu sắc từ những vở kịch Noh (能 Nō) của Nhật Bản. Từ năm 1922 đến năm 1928, Yeats là thượng nghị sĩ của Nhà nước Ireland tự do, tham gia nhiều hoạt động chính trị ở Ireland, sáng tác của ông thời kỳ này mất dần tính lãng mạn và trở nên thâm trầm sâu sắc. Hai tác phẩm đáng chú ý cuối cùng của ông là A Full Moon in March (Rằm tháng 3 năm 1935) và Last Poems and Plays (Những bài thơ và những vở kịch cuối cùng, 1940).
Thơ ca của Yeats mang đậm hơi thở, phong cách dân tộc Ireland. Nhiều đề tài, hình tượng trong thơ ông được lấy từ kho tàng thơ ca dân gian kết hợp với khuynh hướng biểu tượng và lãng mạn trữ tình. Tác phẩm của ông giàu hình tượng với những quan sát tinh tế, kết hợp vẻ đẹp bên ngoài với chiều sâu trí tuệ bên trong. Năm 1923 ông được trao giải Nobel vì sự nghiệp sáng tác phản ánh cao độ tinh thần dân tộc trong những tác phẩm điêu luyện. Yeats có ảnh hưởng rất lớn đến thơ ca tiếng Anh trong thế kỷ 20. Tên tuổi của ông đặt ngang hàng với những nhà thơ lớn nhất của thế kỷ 20. Ông mất tại miền nam nước Pháp.

## Tác phẩm

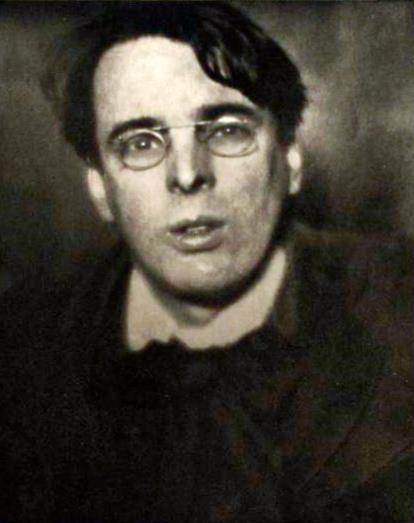
William Butler Yeats năm 1908

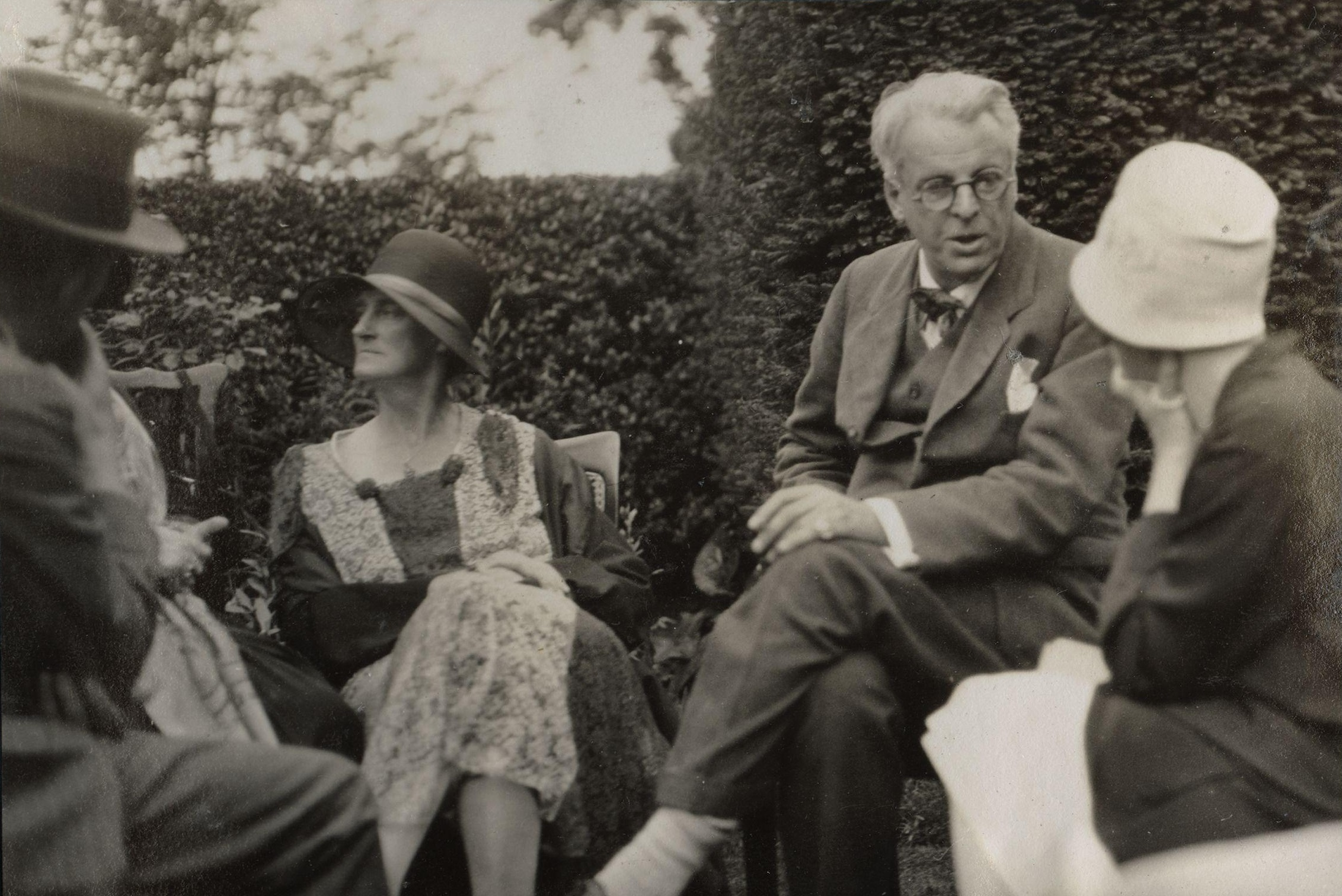
Yeats trò chuyện với một người phụ nữ không rõ danh tính năm 1930

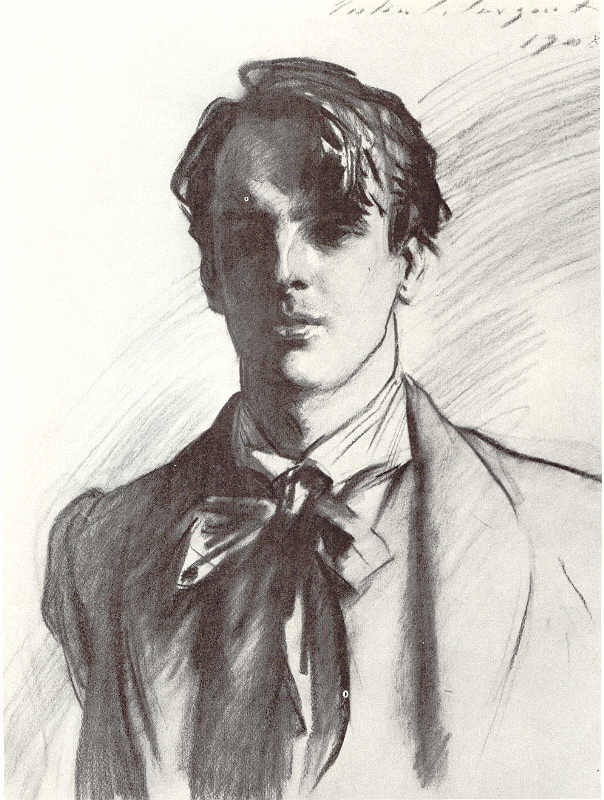
Chân dung Yeats do John Singer Sargent vẽ

- The Wandering of Oisin and Other Poems (Những cuộc viễn du của Oisin và các bài thơ khác, 1889), thơ
- John Sherman (1891), tiểu thuyết
- The Countess Cathleen (Nữ bá tước Cathleen, 1892), kịch thơ
- To the Rose Upon the Road of Time (Tặng bông hồng trên con đường thời gian, 1893), thơ
- The Land of Heart's Desire (Xứ sở ham muốn của con tim, 1894), kịch thơ
- Crossways (Những ngã tư đường, 1889), tập thơ
- The Rose (Hoa hồng, 1893), tập thơ
- The Wind Among the Reeds (Gió trong bãi sậy, 1899), thơ
- Catheleen ni Houlihan (Catheleen con gái Houlihan, 1902), thơ
- The Hour Glass (Đồng hồ cát, 1903), kịch
- In the Seven Woods (Trong bảy cánh rừng, 1903), thơ
- The King's Thereshold (Trước cửa Vua, 1904), kịch thơ
- The Pot of Broth (Nồi nước sốt, 1904), hài kịch
- The Shadowy Waters (Bóng nước, 1906), kịch thơ
- The Green Helmet (Chiếc mũ màu xanh, 1910), thơ
- Responsibilities (Trách nhiệm, 1914), thơ
- Easter (Lễ Phục Sinh, 1916), thơ
- At the Hawk's Well (Bên giếng Diều hâu, 1916), kịch
- The Dreaming of the Bones (Những giấc mơ của xương, 1919), kịch
- The Wild's Swans at Coole (Thiên nga ở Coole, 1919), thơ
- Four Plays for the Dancers (Bốn vở kịch cho vũ nữ, 1921), thơ
- Michael Robartes and Dancer (Michael Robartes và vũ nữ, 1921), thơ
- The Player Queen (Hoàng hậu - diễn viên, 1922), kịch
- A Vision (Bóng hình, 1925; tái bản 1937), tiểu luận
- The Cat and the Moon (Con mèo và Mặt Trăng, 1926), kịch
- Seven Poems and One Fragment (Bảy bài thơ và một đoạn, 1927), thơ
- Parnell's Funeral (Đám tang cho Parnell, 1932, in 1935), thơ
- The Winding Stair and Other Poems (Cầu thang xoáy ốc và những bài thơ khác, 1933), thơ
- The King of the Great Clock Tower (Vua của tháp đồng hồ lớn, 1935), kịch
- A Full Moon in March (Rằm tháng 3 năm 1935), thơ
- The Curse of Cromwell (Lời nguyền Cromwell, 1937), thơ
- The Death of Cuchulain (Cái chết của Cuchulain, 1939), kịch